# Jean Dargassies
Jean Dargassies (Grisolles, 15 juli 1872 - aldaar, 7 augustus 1965) was een Frans professioneel wielrenner van 1902 tot 1907. Zijn bijnaam was Le forgeron de Grisolles (De smid van Grisolles).

## Palmares
- 2e in Bordeaux-Parijs 1904

## Resultaten in voornaamste wedstrijden
| Jaar | Ronde van Italië | Ronde van Frankrijk | Ronde van Spanje |
| ---- | ---------------- | ------------------- | ---------------- |
| 1903 |                  | 11e                 |                  |
| 1904 |                  | 4e                  |                  |
| 1905 |                  | opgave              |                  |
| 1907 |                  | opgave              |                  |